# Уганда на Всемирных военных играх
Уганда принимает участие в летних Всемирных военных играх с 1995 года, в зимних Играх не участвовали.
На летних Играх военнослужащие-спортсмены Уганды завоевали (с учётом результатов летних Игр 2019 года) всего 3 медали, из них 1 золотую, в медальном зачёте занимают 61-е место.

## Медальный зачёт

### Медали на летних Всемирных военных играх
| Игры                | Золото         | Серебро        | Бронза         | Всего          | Место          |
| 1995 Рим            | 0              | 0              | 0              | 0              | —              |
| 1999 Загреб         | 0              | 0              | 0              | 0              | —              |
| 2003                | не участвовали | не участвовали | не участвовали | не участвовали | не участвовали |
| 2007 Хайдарабад     | 0              | 0              | 0              | 0              | —              |
| 2011 Рио-де-Жанейро | 1              | 0              | 1              | 2              | 35             |
| 2015 Мунгён         | 0              | 0              | 1              | 1              | 55             |
| 2019 Ухань          | 0              | 0              | 0              | 0              | —              |
| Всего               | 1              | 0              | 2              | 3              | 61             |